# Chambre de commerce et d'industrie de la Lozère
 (juillet 2016).
La chambre de commerce et d'industrie (CCI) de la Lozère a pour ressort le département de la Lozère. Son siège est à Mende au 16, boulevard du Soubeyran. Elle est rattachée à la chambre de commerce et d'industrie de région Occitanie, tout comme les quatre autres chambres territoriales (Gard, Hérault, Aude Pyrénées Orientales). Comme toutes les CCI, elle est un établissement public à caractère administratif de l’État, et est placée sous la tutelle du ministère de l’Économie. Juridiquement, elle est dotée de la personnalité morale.

## Historique
La chambre de Commerce et d'Industrie de la Lozère conserve la trace de son existence en 1813 par une lettre que lui écrivait le préfet de l'époque et la réponse qui lui fut faite. Dans sa forme actuelle, elle a été constituée par un décret de Félix Faure, le 17 janvier 1899.

## Fonctionnement
Les différentes instances qui structurent la chambre sont : l'assemblée générale, le président, le bureau et les commissions. Elle réunit trente membres élus et quinze membres associés, et compte 3600 ressortissants, entreprises immatriculées au Registre du commerce de Mende, qui en constituent le corps électoral.
Elle est chargée de représenter les intérêts du commerce, de l'industrie et des services marchands de la Lozère, ainsi que de conseiller et appuyer les entreprises. Elle offre de plus des formations ainsi que des ateliers et bureaux-relais.
Son président Thierry Julier est également président des CCi rurales de France.

## Pour approfondir